# Silniční kolo

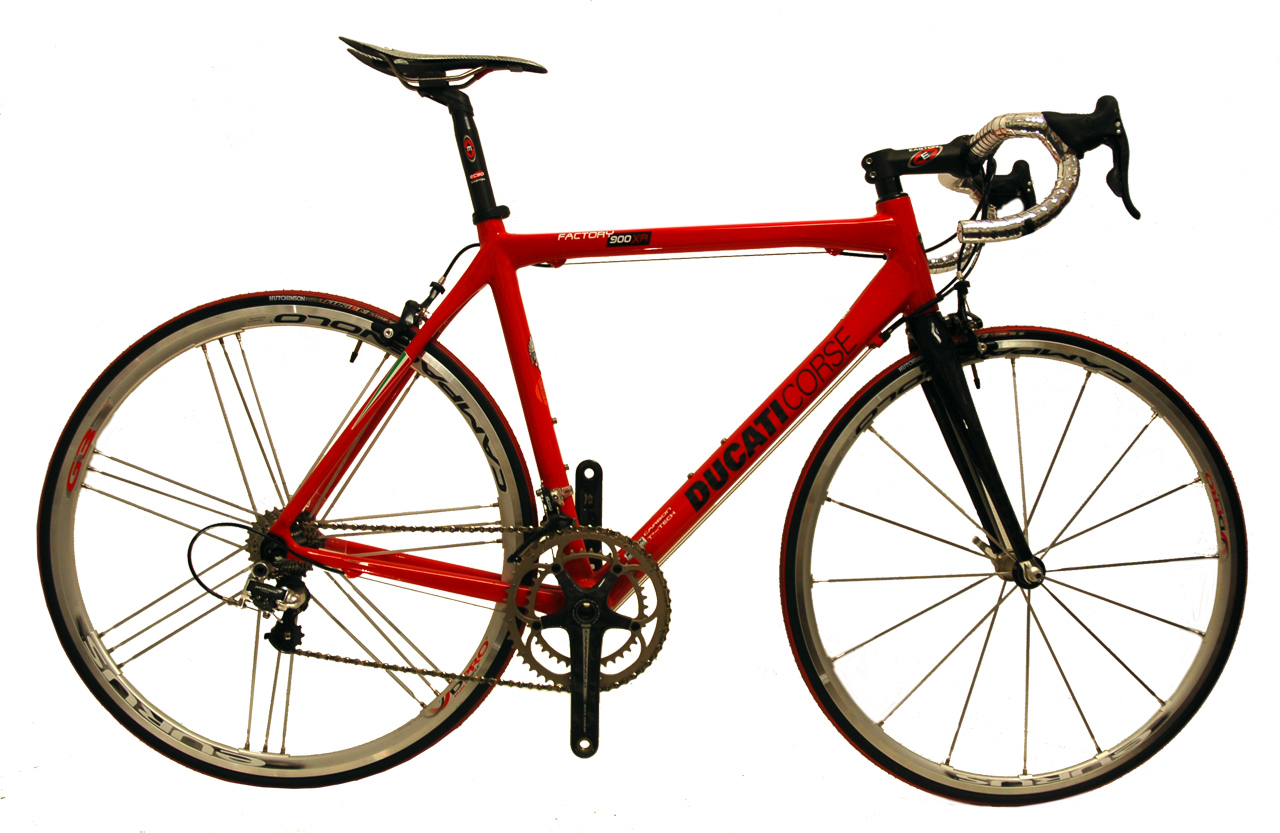
Kolo Ducati Corse Factory 900XR

Silniční kolo neboli závodní kolo je druh bicyklu sloužící k jízdě převážně na pevném povrchu (asfalt, beton). Není vhodné provozovat silniční kolo na povrchu hrubém či kamenitém (štěrk, polní cesty). Je co nejvíce odlehčeno, aby jezdec dokázal vyvinout co nejvyšší rychlost. Rám je z lehkého materiálu (většinou dural, v dnešní době i uhlíková vlákna), další částí jsou podobné jako u ostatních jízdních kol. Řazení bývá páčkové umístěné na řídítkách. Řídítka bývají tzv. berany. Kolo je vybaveno úzkými plášti (s duší nebo bez duše) pro dosažení co nejnižšího valivého tření. Vyrábí se ve velikostech 540, 560 a 580 mm (velikost od středu středového složení po vrch sedlové trubky). Používá se jak při závodění, tak pro rekreační či kondiční jízdy.